# Mercur (planetă)
Mercur este planeta cea mai apropiată de Soare, înconjurându-l o dată la fiecare 88 de zile pământene. Luminozitatea sa variază între -2,0 și 5,5 în magnitudine aparentă, dar nu este ușor de văzut fiindcă cea mai mare separare unghiulară (cea mai mare elongație) față de Soare este de doar 28,3°, însemnând că se poate vedea doar imediat după apusul Soarelui. În perioada 1974 - 1975, Mercur a fost studiată cu ajutorul sondei Mariner 10, care a cartografiat doar 40 - 45 % din suprafața planetei. Începând din 2011, sonda spațială MESSENGER orbitează în jurul planetei pentru a studia compoziția chimică, geologia și câmpul magnetic.
În baza datelor furnizate de MESSENGER, Paul K. Byrne și Christian Klimczak (Carnegie Institution for Science – Washington)  au realizat o hartă detaliată care arată că Mercur s-a contractat substanțial pe măsură ce s-a răcit. Conform cercetătorilor, Mercur și-a micșorat raza cu până la 7 km, față de maxim 1 – 2 km cum se credea până acum, în prezent planeta având o rază de 2440 km.
Fizic, planeta Mercur este similară în aparență cu Luna, fiind împânzită de cratere. Ea nu are sateliți naturali și nici o atmosferă mai densă. Planeta are un nucleu mare de fier care generează un câmp magnetic de circa 100 de ori mai slab decât cel al Pământului. Temperatura la suprafața planetei Mercur variază de la aproximativ 90 K până la 700 K, punctul subsolar fiind cel mai fierbinte și fundul craterelor de lângă poli fiind punctele cele mai reci.
Observații înregistrate ale planetei Mercur datează din vremea sumerienilor, în al treilea mileniu înaintea erei noastre. Romanii au numit planeta după zeul mesager Mercur (în Grecia Hermes, în Babilonia Nabu), probabil datorită mișcării aparent rapide pe cerul crepuscular. Simbolul astronomic pentru Mercur este o versiune stilizată a capului zeului având o pălărie cu aripi, pe un caduceu, un antic simbol astrologic. Înainte de secolul 5 î.Hr. astronomii greci credeau că planeta e formată din două obiecte separate: una vizibilă doar la răsărit și cealaltă vizibilă doar la apus. În India planeta a fost denumită Budha, dupa fiul Chandrei (al Lunii). Culturile chineză, coreană, japoneză și vietnameză fac referiri la planeta Mercur sub denumirea de „Steaua apei”, denumire bazată pe cele Cinci Elemente.
Mercur și-a lăsat numele în denumirea zilei săptămânii care urmează după marți, și anume miercuri, din sintagma latină: Mercurii dies / Mercuris dies.

## Date
- Raza ecuatorială = 2.440 km (38,25 % din raza Pământului)

- Înclinare ecuatorială = 36 "
- Masa = 3,28 × 1023 kg (5,5 % din masa Pământului)
- Densitate medie = 5.400 kg/m3
- Perioada de rotație = 58 de zile și 14 ore
- Distanța medie a orbitei = 57.909.400 km (0,3871 ua)
- Perioada orbitală = 88 de zile
- Excentricitatea orbitei = 0,206
- Înclinarea orbitei = 7 °
- Nr. de sateliți = 0

## Structura internă: nucleu, manta și crustă
Mercur este una din cele patru planete telurice, însemnând că este un corp pietros, ca și Pământul. Este cea mai mică dintre cele patru, cu un diametru de 4.879 km la ecuator. În compoziție are aproximativ 70 % metale și 30 % silicați. Ca densitate Mercur este pe locul doi în Sistemul Solar, cu 5.430 kg/m3, densitate cu puțin mai mică decât cea a Pământului.
Densitatea mare a planetei Mercur poate fi utilizată pentru a descoperi detalii despre structura sa internă. În timp ce densitatea mare a Pământului rezultă parțial din comprimarea nucleului, Mercur este mult mai mic și regiunile sale interne nu sunt atât de comprimate. Așadar, ca să aibă o densitate atât de mare, nucleul său trebuie să fie mare și bogat în fier. Geologii estimează că nucleul planetei Mercur ocupă aproximativ 42 % din volumul său (nucleul Pământului ocupă aproximativ 17 % din volumul său).
Deasupra nucleului este mantaua care are 600 km grosime. Se crede că în trecutul planetei Mercur, un impact catastrofal a avut loc, fiind lovită de un corp cu diametrul de câteva sute de kilometri care a catapultat o mare parte din mantaua originală, rezultând o manta relativ subțire în comparație cu nucleul ei mare, dar există și teorii alternative care sunt discutate mai jos.

1.Crustă - 100-200 km grosime
2.Manta - 600 km grosime
3.Nucleu - 3.600 km diametru

Se crede că planeta Mercur are o crustă în jur de 100–200 km grosime. O trăsătură distinctivă a planetei Mercur este că are foarte multe rifturi, unele extinzându-se pe sute de kilometri. Se crede că acestea s-au format în timp ce nucleul și mantaua planetei s-au răcit și s-au contractat după ce crusta s-a solidificat.
Planeta Mercur are un conținut de fier mai mare decât oricare altă planetă majoră din sistemul nostru solar. Mai multe teorii au fost propuse pentru a explica metalicitatea mare a planetei. Cea mai acceptată dintre teorii este cea conform căreia Mercur avea de la început o proporție a metalo-silicaților similară cu meteoriții de condrită și o masă de aproximativ 2,25 de ori mai mare decât masa curentă, dar la începuturile istoriei sistemului solar, planeta Mercur a fost lovită de un planetoid având aproximativ 1/6 din masa sa. Impactul ar fi îndepărtat o mare parte din crustă și manta, lăsând nucleul în urmă. O teorie similară a fost propusă pentru a explica formarea Lunii.
O altă teorie spune că Mercur s-ar fi format din nebuloasa solară înainte ca energia eliberată de Soare să se stabilizeze. Planeta ar fi avut inițial de două ori masa prezentă. Dar protosteaua s-a contractat, temperaturile în preajma planetei Mercur puteau să ajungă la 2.500-3.500 K, posibil chiar să fi ajuns la 10.000 K. O mare parte din rocile de la suprafață ar fi putut să fie vaporizate la astfel de temperaturi, formând o atmosferă de „vapori de rocă” care ar fi putut să fie duși mai departe de vântul solar.
O a treia teorie sugerează că nebuloasa solară a cauzat o forță de frecare cu particulele din care se făcea acreția planetei Mercur, ceea ce înseamnă că particulele mai ușoare s-au pierdut din materialul de acreție. Fiecare din aceste teorii prezice o altă compoziție a suprafeței planetei și două viitoare misiuni spațiale, Messenger și BepiColombo vor face observații și vor testa teoriile.

## Suprafața

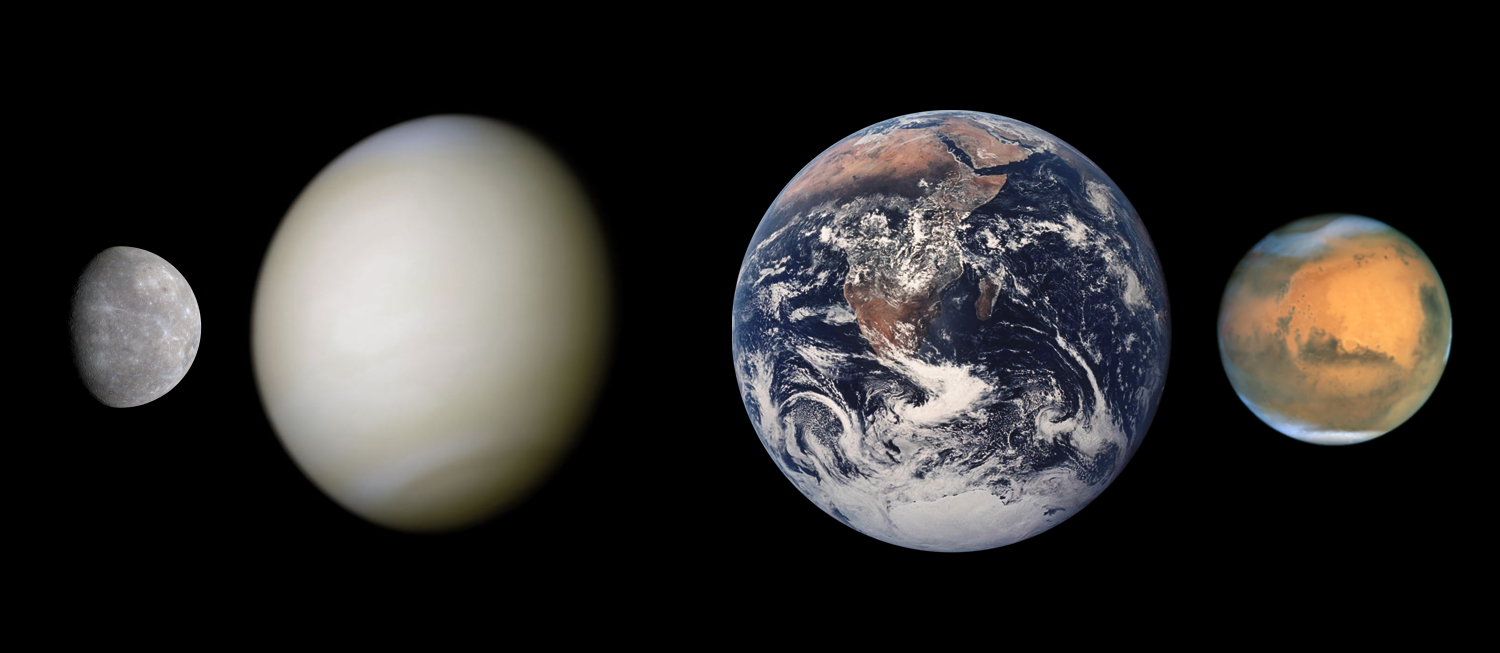
Mărimea planetelor interioare: Mercur, Venus, Pământ și Marte

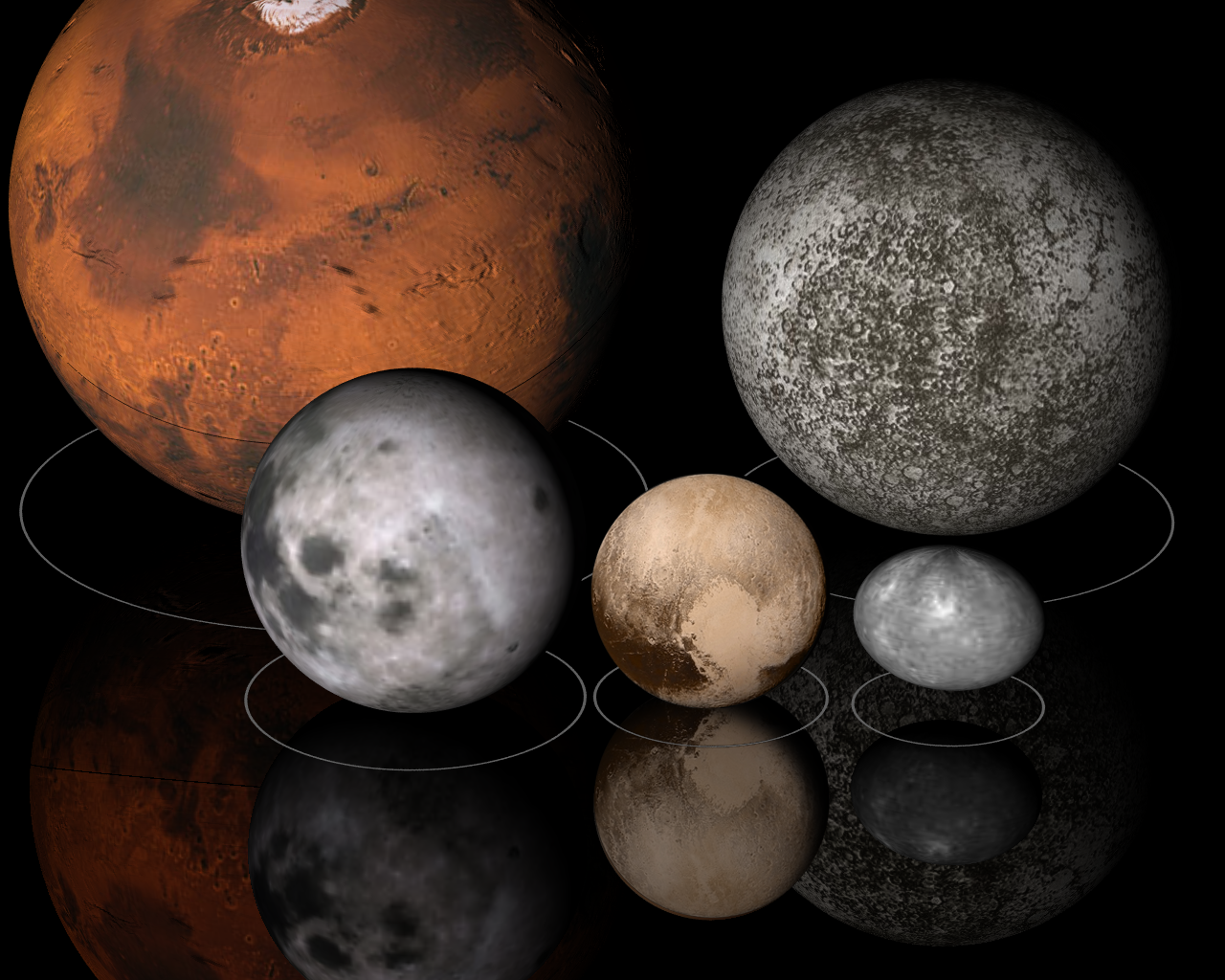
Marte (stânga), Mercur (dreapta), Luna (centru-stânga), Pluto (centru-mijloc) și Haumea (centru-dreapta)

Suprafața planetei Mercur este foarte similară în aparență cu cea a Lunii, pe ea existând câmpii întinse gen „mare” (numele de mare a fost dat de observatorii din antichitate care credeau că petele negre de pe suprafața Lunii sunt mări și oceane iar părțile luminoase sunt continente) și cratere numeroase, indicând că planeta este geologic inactivă de miliarde de ani. Numărul mic de misiuni fără echipaj spre Mercur dovedesc că geologia acestei planete este cea mai puțin înțeleasă dintre planetele terestre.
În timpul și la scurt timp după formarea planetei Mercur, ea a fost puternic bombardată de comete și asteroizi pentru o perioadă care s-a sfârșit acum 3,8 miliarde de ani. În timpul acestei perioade de intensă formare a craterelor, planeta a primit impacturi pe toată suprafața sa, aceste impacturi fiind facilitate de lipsa unei atmosfere care să încetinească acele corpuri. În acest timp planeta a fost activă vulcanic, bazine cum ar fi Bazinul Caloris au fost umplute cu magmă din interiorul planetei, care a produs câmpii similare cu mările găsite pe Lună.
Craterele de pe Mercur variază în diametru de la câțiva metri până la câteva sute de kilometri în diametru. Cel mai mare crater cunoscut este gigantul Bazin Caloris, cu un diametru de 1.300 km. Impactul care a dat naștere Bazinului Caloris a fost atât de puternic încât a cauzat erupții de lavă și a lăsat un inel concentric de peste 2 km înălțime înconjurând craterul de impact. La antipodul Bazinului Caloris este o regiune întinsă stranie și deluroasă numită „Terenul Straniu”. Se crede că valurile de șoc de la impact au călătorit în jurul planetei și, când s-au întâlnit la antipodul bazinului (180°, pe partea cealaltă), tensiunile mari au cauzat fracturi extensive ale suprafeței. Alternativ, s-a sugerat că acest teren s-ar fi putut forma ca rezultat al convergenței materialului expulzat la antipodul bazinului.

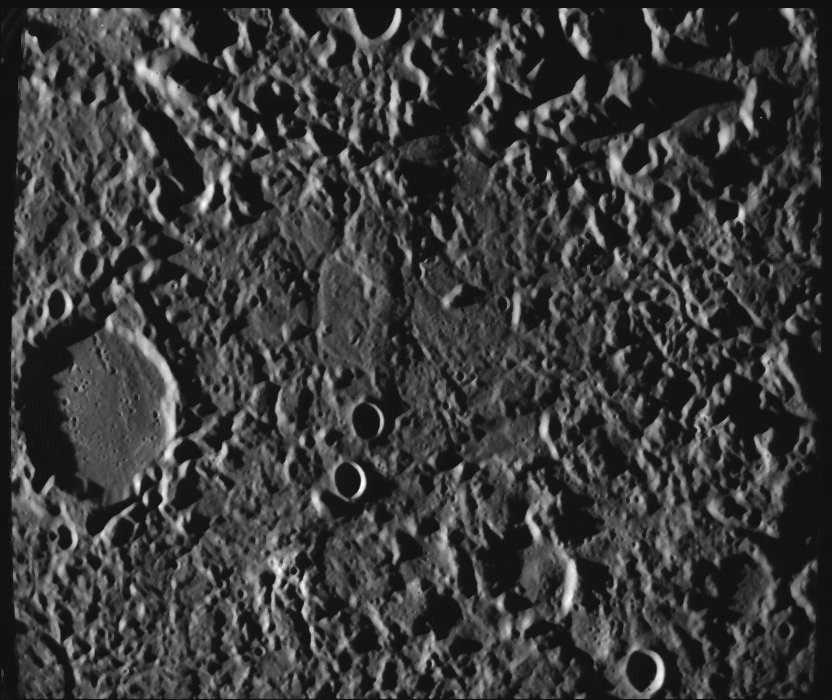
Așa numitul „Teren straniu” a fost creat de Bazinul Caloris la punctul antipodal al planetei

Câmpiile planetei Mercur au două vârste distincte: câmpiile mai tinere sunt mai puțin craterate și probabil au fost create când râuri de lavă au îngropat terenul de timpuriu. O trăsătură neobișnuită a suprafeței planetei este existența cutelor de compresie care se intersectează pe câmpii. Se crede că în timp ce interiorul planetei se răcea, s-a contractat și suprafața sa a început să se deformeze. Cutele pot fi văzute deasupra altor trăsături, cum ar fi cratere și câmpii mai netede, indicând că ele sunt mai recente. Suprafața planetei Mercur este de asemenea îndoită de bombările mareice cauzate de Soare – mareele provocate de Soare pe Mercur sunt cu aproximativ 17% mai puternice decât cele provocate de Lună pe Pământ.
Ca și suprafața Lunii, suprafața planetei Mercur a suferit efectele proceselor de eroziune cosmică. Vântul solar și impacturile cu micrometeoriți pot sa mărească albedoul și să altereze proprietățile reflectorizante ale suprafeței.
Temperatura medie la suprafața planetei Mercur este de 452 K (179 °C), dar variază între 90 K (-183 °C) și 700 K (427 °C), din cauza lipsei atmosferei; în comparație, temperatura pe Pământ variază cam 80 K. Lumina solară pe suprafața planetei Mercur este de 6,5 ori mai intensă decât pe Pământ, cu o valoare a constantei solare de 9,13 kW/m2.

## Explorarea planetei Mercur
Prima sondă spațială care a vizitat planeta Mercur este Mariner 10 produsă de NASA (1974-1975). Sonda a folosit gravitația lui Venus pentru a-și ajusta viteza orbitală (pentru a încetini în acest caz) cu scopul unei manevre reușite în jurul lui Mercur. Mariner 10 a fost prima sondă spațială care a folosit acest efect de "praștie gravitațională" (folosirea gravitației diferitelor planete pentru a accelera sau încetini o sondă spațială) și de asemenea prima sondă care a vizitat mai multe planete. Mariner ne-a oferit primele imagini de aproape cu suprafața lui Mercur, acoperită în abundență de cratere de impact dar și alte caracteristici geologice cum ar fi povârnișuri abrupte care au fost explicate prin efectul de micire al planetei ca urmare a răcirii miezului de fier.
Din nefericire, din cauza duratei sale orbitale, Mariner 10 nu putea să observe decât o singură față a planetei care era luminată la trecerea sa. Din această cauză explorarea ambelor părți a fost imposibilă și ca urmare Mariner a cartografiat mai puțin de 45% din suprafața mercuriană. Sonda Mariner a efectuat 3 manevre de apropiere, cea mai apropiată fiind la 327 km de suprafața planetei. În timpul primei manevre instrumentele au detectat câmp magnetic spre marea surpriză a planeto-geologilor pentru că rotația lui Mercur este prea înceată ca să poată genera un însemnat efect de dinam.
A doua apropiere a fost folosită în special pentru imagini dar la a treia manevră au fost obținute numeroase date despre magnetism. Datele indică un câmp magnetic similar cu cel al Pământului care deviază vântul solar în jurul planetei. Originea câmpului magnetic de pe Mercur rămâne încă subiectul câtorva teorii concurente.
În data de 24 martie 1975, la doar 8 zile după ultima sa manevră de apropiere, sonda Mariner a rămas fără combustibil. Din cauză că mișcarea orbitală nu mai putea fi controlată cu precizie, controlorii misiunii au decis s-o oprească. Se crede că Mariner 10 încă orbitează în jurul Soarelui și trece aproape de Mercur o dată la câteva luni.
- Sonda spațială Messenger

Această sondă este produsă de NASA și se află momentan în orbită în jurul planetei Mercur. Sonda are 485 de kilograme și a fost lansată la bordul unei rachete Delta 2 în august 2004 pentru a studia compoziția chimică, geologia și câmpul magnetic al planetei Mercur. Este a doua misiune către Mercur, prima fiind Mariner 10 în 1975. Sonda a fost lansată în 3 august 2004 de către NASA de la Cape Canevral Air Force Station Florida.

## Planeta Mercur și relativitatea generală
Conform relativității generale, curbura spatiu- timpului produce un avans suplimentar al periheliului planetei. Deplasarea periheliului in decursul a 100 de ani a constituit subiectul unor discuții intense in mediul fizicienilor - relativisti, in epoca afirmării teoriei relativității generale. Totuși, întrucât observarea directă a planetei Mercur prezintă dificultăți serioase, din cauza apropierei acesteia de către Soare și a acoperirii acesteia de către radiația luminoasă a Soarelui, pentru determinarea experimentală a deplasării periheliului planetei se folosește o metoda indirectă, anume tranzitul planetei pe discul solar. Durata tranzitului diferă în cazul tranziturilor de toamna și primăvara și aceasta permite verificarea predicțiilor teoriei relativității cu valoarea observabilă ( astronomică) a deplasării periheliului. Conform Relativității generale deplasarea calculată a periheliului/secol alcătuiește 43,03", in timp ce deplasarea observată ( astronomică) este egală cu 43,11"±0,45" într- un secol, ceea ce corespunde perfect cu valoarea calculată în limita erorii observației. Alte efecte minore, cum ar fi deplasarea suplimentara a periheliului, datorata turtirii soarelui, contribuie mai puțin de 1% la valoarea calculată în cadrul relativității generale